# Liste der Kulturdenkmäler in Rückeroth
In der Liste der Kulturdenkmäler in Rückeroth sind alle Kulturdenkmäler der rheinland-pfälzischen Ortsgemeinde Rückeroth aufgeführt. Grundlage ist die Denkmalliste des Landes Rheinland-Pfalz (Stand: 21. Dezember 2021).

## Einzeldenkmäler
| Bezeichnung              | Lage                                     | Baujahr                    | Beschreibung | Bild                           |
| ------------------------ | ---------------------------------------- | -------------------------- | --- | ------------------------------ |
| Evangelische Pfarrkirche | Hauptstraße Lage                         | Mitte des 13. Jahrhunderts | ursprünglich spätromanische Pfeilerbasilika, gegen Mitte des 13. Jahrhunderts, Westturm am Anfang des 19. Jahrhunderts überformt | weitere Bilder Fotos hochladen |
| Quereinhaus              | Hauptstraße 6 Lage                       |                            | Fachwerk-Quereinhaus, teilweise massiv                                                                                           | Fotos hochladen                |
| Pfarrhaus                | In der Holl 1 Lage                       | um 1910/20                 | Bruchsteinbau, teilweise verschiefert, Bruchsteinscheune, um 1910/20                                                             | Fotos hochladen                |
| Kriegerdenkmal           | westlich des Ortes auf dem Friedhof Lage | 20. Jahrhundert            | Kriegerdenkmal 1914/18 | Fotos hochladen                |